# Black Gold (computerspel)
Black Gold (ook wel Oil Imperium) is een videospel dat werd ontwikkeld door reLINE Software. Het spel kwam in 1989 uit voor diverse platforms. De bedoeling is om olie te promoten en verkopen en zo de tegenstanders te verslaan. Het spel is ontworpen voor vier spelers (menselijk of computergestuurd).

## Platforms
| Jaar | Platform                           |
| ---- | ---------------------------------- |
| 1989 | Amiga, Atari ST, Commodore 64, DOS |
| 2007 | J2ME                               |

## Ontvangst
| Beoordeeld door                      | Platform     | Datum          | Score |
| ------------------------------------ | ------------ | -------------- | ----- |
| CU Amiga                             | Amiga        | september 1989 | 85%   |
| ASM (Aktueller Software Markt)       | Amiga        | juli 1989      | 75%   |
| Joker Verlag präsentiert: Sonderheft | Commodore 64 | 1994           | 70%   |
| Joker Verlag präsentiert: Sonderheft | Atari ST     | 1993           | 70%   |
| Joker Verlag präsentiert: Sonderheft | Amiga        | 1993           | 70%   |
| Power Play                           | Commodore 64 | 1989           | 68%   |
| Joker Verlag präsentiert: Sonderheft | DOS          | 1993           | 66%   |
| airgamer                             | J2ME         | 3 juli 2007    | 65%   |
| Pocket Gamer UK                      | J2ME         | 1 juli 2007    | 50%   |
| Power Play                           | DOS          | december 1991  | 48%   |